# Europawahl in Polen 2024
- Lewica: 3
- KO: 21
- TD: 3
- PiS: 20
- KON: 6

- S&D: 3
- RE: 1
- EVP: 23
- EKR: 20
- ESN: 3
- NI: 3

Die Europawahl in Polen 2024 fand am 9. Juni als Teil der EU-weiten Europawahl 2024 statt. Sie war nach dem Beitritt des Landes zur EU am 1. Mai 2004 die fünfte polnische Wahl zum Europäischen Parlament. In Polen wurden 53 der 720 Abgeordneten des Europaparlaments gewählt.

## Ausgangslage

### Scheidendes Parlament
| Fraktion                       | Fraktion                                               | Mandate | Partei                                    | Partei                 | Mandate |
| ------------------------------ | ------------------------------------------------------ | ------- | ----------------------------------------- | ---------------------- | ------- |
|                                | Europäische Konservative und Reformer                  | 27 / 52 |                                           | Prawo i Sprawiedliwość | 24 / 52 |
|                                | Europäische Konservative und Reformer                  | 27 / 52 | Suwerenna Polska                          | 2 / 52                 |         |
|                                | Europäische Konservative und Reformer                  | 27 / 52 | Partia Republikańska                      | 1 / 52                 |         |
|                                | Fraktion der Europäischen Volkspartei                  | 16 / 52 |                                           | Platforma Obywatelska  | 12 / 52 |
|                                | Fraktion der Europäischen Volkspartei                  | 16 / 52 | Polskie Stronnictwo Ludowe                | 2 / 52                 |         |
|                                | Fraktion der Europäischen Volkspartei                  | 16 / 52 | Unabhängige                               | 2 / 52                 |         |
|                                | Fraktion der Progressiven Allianz der Sozialdemokraten | 7 / 52  |                                           | Nowa Lewica            | 5 / 52  |
|                                | Fraktion der Progressiven Allianz der Sozialdemokraten | 7 / 52  | Sojusz Lewicy Demokratycznej - Unia Pracy | 1 / 52                 |         |
|                                | Fraktion der Progressiven Allianz der Sozialdemokraten | 7 / 52  | Unabhängige                               | 1 / 52                 |         |
|                                | Renew Europe                                           | 1 / 52  |                                           | Polska 2050            | 1 / 52  |
|                                | Die Grünen/Europäische Freie Allianz                   | 1 / 52  |                                           | Unabhängige            | 1 / 52  |
|                                |                                                        |         |                                           |                        |         |
| Quelle: Europäisches Parlament |                                                        |         |                                           |                        |         |

### Listen und Parteien
In Klammern: Anzahl der Kandidaten.
| N. | Liste | Liste                                                                | Partei                                                               | Partei                                                               | Europapartei | Erstplatzierter in der Liste |
| -- | ----- | -------------------------------------------------------------------- | -------------------------------------------------------------------- | -------------------------------------------------------------------- | ------------ | ---------------------------- |
| 1  |       | Koalicja Obywatelska (130)                                           |                                                                      | Platforma Obywatelska (100)                                          | EVP          | –                            |
| 1  |       | Koalicja Obywatelska (130)                                           | Partia Zieloni (5)                                                   | EGP                                                                  |              | –                            |
| 1  |       | Koalicja Obywatelska (130)                                           | Nowoczesna (2)                                                       | ALDE                                                                 |              | –                            |
| 1  |       | Koalicja Obywatelska (130)                                           | Inicjatywa Polska (1)                                                | –                                                                    |              | –                            |
| 1  |       | Koalicja Obywatelska (130)                                           | Unabhängige (22)                                                     | –                                                                    |              | –                            |
| 2  |       | Lewica (130)                                                         |                                                                      | Nowa Lewica (90)                                                     | SPE          | –                            |
| 2  |       | Lewica (130)                                                         | Lewica Razem (20)                                                    | CEEGLA                                                               |              | –                            |
| 2  |       | Lewica (130)                                                         | Unia Pracy (1)                                                       | –                                                                    |              | –                            |
| 2  |       | Lewica (130)                                                         | Unabhängige (19)                                                     | –                                                                    |              | –                            |
| 3  |       | Trzecia Droga (130)                                                  |                                                                      | Polska 2050 (49)                                                     | –            | –                            |
| 3  |       | Trzecia Droga (130)                                                  | Polskie Stronnictwo Ludowe (44)                                      | EVP                                                                  |              | –                            |
| 3  |       | Trzecia Droga (130)                                                  | Centrum dla Polski (1)                                               | –                                                                    |              | –                            |
| 3  |       | Trzecia Droga (130)                                                  | Śląska Partia Regionalna (1)                                         | –                                                                    |              | –                            |
| 3  |       | Trzecia Droga (130)                                                  | Unia Europejskich Demokratów (1)                                     | –                                                                    |              | –                            |
| 3  |       | Trzecia Droga (130)                                                  | Wolnościowcy (1)                                                     | –                                                                    |              | –                            |
| 3  |       | Trzecia Droga (130)                                                  | Unabhängige (33)                                                     | –                                                                    |              | –                            |
| 4  |       | Konfederacja Wolność i Niepodległość (130)                           |                                                                      | Nowa Nadzieja (32)                                                   | –            | –                            |
| 4  |       | Konfederacja Wolność i Niepodległość (130)                           | Ruch Narodowy (27)                                                   | –                                                                    |              | –                            |
| 4  |       | Konfederacja Wolność i Niepodległość (130)                           | Konfederacja Korony Polskiej (15)                                    | –                                                                    |              | –                            |
| 4  |       | Konfederacja Wolność i Niepodległość (130)                           | Polska Jest Jedna (11)                                               | –                                                                    |              | –                            |
| 4  |       | Konfederacja Wolność i Niepodległość (130)                           | Konfederacja Wolność i Niepodległość (6)                             | –                                                                    |              | –                            |
| 4  |       | Konfederacja Wolność i Niepodległość (130)                           | Ruch Prawdziwa Europa – Europa Christi (1)                           | –                                                                    |              | –                            |
| 4  |       | Konfederacja Wolność i Niepodległość (130)                           | Wolnościowcy (1)                                                     | –                                                                    |              | –                            |
| 4  |       | Konfederacja Wolność i Niepodległość (130)                           | Unabhängige (37)                                                     | –                                                                    |              | –                            |
| 5  |       | Normalny Kraj (48)                                                   |                                                                      | Normalny Kraj (9)                                                    | –            | –                            |
| 5  |       | Normalny Kraj (48)                                                   | Nowa Nadzieja (1)                                                    | –                                                                    |              | –                            |
| 5  |       | Normalny Kraj (48)                                                   | Ślonzoki Razem (1)                                                   | –                                                                    |              | –                            |
| 5  |       | Normalny Kraj (48)                                                   | Unabhängige (37)                                                     | –                                                                    |              | –                            |
| 6  |       | PolExit (127)                                                        |                                                                      | Kongres Nowej Prawicy (10)                                           | –            | –                            |
| 6  |       | PolExit (127)                                                        | PolExit (7)                                                          | –                                                                    |              | –                            |
| 6  |       | PolExit (127)                                                        | Federacja dla Rzeczypospolitej (1)                                   | –                                                                    |              | –                            |
| 6  |       | PolExit (127)                                                        | Polska Jest Jedna (1)                                                | –                                                                    |              | –                            |
| 6  |       | PolExit (127)                                                        | Unabhängige (108)                                                    | –                                                                    |              | –                            |
| 7  |       | Polska Liberalna Strajk Przedsiębiorców (49)                         | Polska Liberalna Strajk Przedsiębiorców (49)                         | Polska Liberalna Strajk Przedsiębiorców (49)                         | –            | –                            |
| 8  |       | Prawo i Sprawiedliwość (130)                                         |                                                                      | Prawo i Sprawiedliwość (108)                                         | EKR          | –                            |
| 8  |       | Prawo i Sprawiedliwość (130)                                         | Suwerenna Polska (10)                                                | –                                                                    |              | –                            |
| 8  |       | Prawo i Sprawiedliwość (130)                                         | Unabhängige (12)                                                     | –                                                                    |              | –                            |
| 9  |       | Ruch Naprawy Polski (17)                                             | Ruch Naprawy Polski (17)                                             | Ruch Naprawy Polski (17)                                             | –            | –                            |
| 10 |       | Bezpartyjni Samorządowcy – Normalna Polska w Normalnej Europie (129) | Bezpartyjni Samorządowcy – Normalna Polska w Normalnej Europie (129) | Bezpartyjni Samorządowcy – Normalna Polska w Normalnej Europie (129) | –            | –                            |
| 11 |       | Głos Silnej Polski (9)                                               | Głos Silnej Polski (9)                                               | Głos Silnej Polski (9)                                               | –            | –                            |

## Ergebnis
| Listen                             | Listen                                                         | Stimmen    | %    | Mandate |
| ---------------------------------- | -------------------------------------------------------------- | ---------- | ---- | ------- |
|                                    | Koalicja Obywatelska                                           | 4.359.443  | 37,1 | 21      |
|                                    | Prawo i Sprawiedliwość                                         | 4.253.169  | 36,2 | 20      |
|                                    | Konfederacja Wolność i Niepodległość                           | 1.420.287  | 12,1 | 6       |
|                                    | Trzecia Droga                                                  | 813.238    | 6,9  | 3       |
|                                    | Lewica                                                         | 741.071    | 6,3  | 3       |
|                                    | Bezpartyjni Samorządowcy – Normalna Polska w Normalnej Europie | 108.926    | 0,9  | –       |
|                                    | PolExit                                                        | 29.195     | 0,2  | –       |
|                                    | Normalny Kraj                                                  | 20.308     | 0,2  | –       |
|                                    | Polska Liberalna Strajk Przedsiębiorców                        | 9.453      | 0,1  | –       |
|                                    | Ruch Naprawy Polski                                            | 4.737      | 0,0  | –       |
|                                    | Głos Silnej Polski                                             | 2.167      | 0,0  | –       |
| Gesamt                             | Gesamt                                                         | 11.761.994 | 100  | 53      |
|                                    |                                                                |            |      |         |
| Ungültige Stimmen                  | Ungültige Stimmen                                              | 67.731     | 0,6  |         |
| Wähler                             | Wähler                                                         | 11.829.725 | 40,7 |         |
| Wahlberechtigte                    | Wahlberechtigte                                                | 29.098.155 |      |         |
|                                    |                                                                |            |      |         |
| Quelle: Państwowa Komisja Wyborcza |                                                                |            |      |         |

### Mandate
| Liste                              | Liste                                | Mandate | Partei                       | Partei                     | Mandate |
| ---------------------------------- | ------------------------------------ | ------- | ---------------------------- | -------------------------- | ------- |
|                                    | Koalicja Obywatelska                 | 21 / 53 |                              | Platforma Obywatelska      | 18 / 53 |
|                                    | Koalicja Obywatelska                 | 21 / 53 | Inicjatywa Polska            | 1 / 53                     |         |
|                                    | Koalicja Obywatelska                 | 21 / 53 | Unabhängige                  | 2 / 53                     |         |
|                                    | Prawo i Sprawiedliwość               | 20 / 53 |                              | Prawo i Sprawiedliwość     | 18 / 53 |
|                                    | Prawo i Sprawiedliwość               | 20 / 53 | Suwerenna Polska             | 2 / 53                     |         |
|                                    | Konfederacja Wolność i Niepodległość | 6 / 53  |                              | Nowa Nadzieja              | 3 / 53  |
|                                    | Konfederacja Wolność i Niepodległość | 6 / 53  | Ruch Narodowy                | 2 / 53                     |         |
|                                    | Konfederacja Wolność i Niepodległość | 6 / 53  | Konfederacja Korony Polskiej | 1 / 53                     |         |
|                                    | Trzecia Droga                        | 3 / 53  |                              | Polskie Stronnictwo Ludowe | 2 / 53  |
|                                    | Trzecia Droga                        | 3 / 53  | Polska 2050                  | 1 / 53                     |         |
|                                    | Lewica                               | 3 / 53  |                              | Nowa Lewica                | 3 / 53  |
|                                    |                                      |         |                              |                            |         |
| Quelle: Państwowa Komisja Wyborcza |                                      |         |                              |                            |         |

## Fraktionen im Europaparlament (Prognosen)
| Fraktion | Fraktion                                               | Mandate | Partei                     | Partei                       | Mandate |
| -------- | ------------------------------------------------------ | ------- | -------------------------- | ---------------------------- | ------- |
|          | Fraktion der Europäischen Volkspartei                  | 23 / 53 |                            | Platforma Obywatelska        | 18 / 53 |
|          | Fraktion der Europäischen Volkspartei                  | 23 / 53 | Polskie Stronnictwo Ludowe | 2 / 53                       |         |
|          | Fraktion der Europäischen Volkspartei                  | 23 / 53 | Inicjatywa Polska          | 1 / 53                       |         |
|          | Fraktion der Europäischen Volkspartei                  | 23 / 53 | Unabhängige                | 2 / 53                       |         |
|          | Europäische Konservative und Reformer                  | 20 / 53 |                            | Prawo i Sprawiedliwość       | 18 / 53 |
|          | Europäische Konservative und Reformer                  | 20 / 53 | Suwerenna Polska           | 2 / 53                       |         |
|          | Fraktion der Progressiven Allianz der Sozialdemokraten | 3 / 53  |                            | Nowa Lewica                  | 3 / 53  |
|          | Europa der Souveränen Nationen                         | 3 / 53  |                            | Nowa Nadzieja                | 3 / 53  |
|          | Patrioten für Europa                                   | 2 / 53  |                            | Ruch Narodowy                | 2 / 53  |
|          | Renew Europe                                           | 1 / 53  |                            | Polska 2050                  | 1 / 53  |
|          | Fraktionslose                                          | 1 / 53  |                            | Konfederacja Korony Polskiej | 1 / 53  |